# Sauvo
Sauvo este o comună din Finlanda.